# Pandemonium (El paraíso perdido)

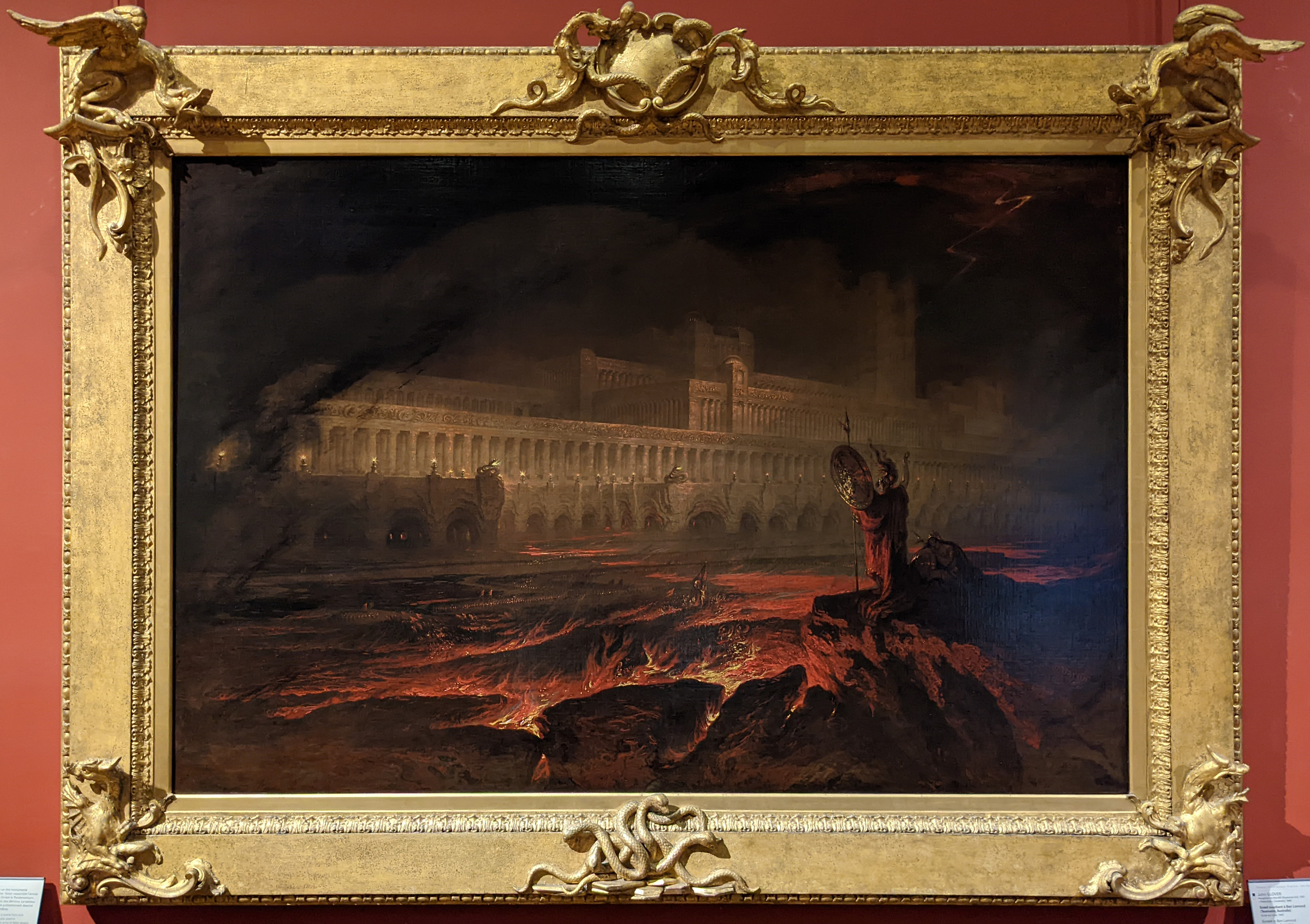
La arquitectura fantástica de John Martin: Pandemónium es un cuadro de 1841 que se inspira en El Paraíso perdido, de John Milton (Museo del Louvre).

Pandæmonium (Pandemónium  en castellano) deriva de las palabras griegas παν [pan], que significa "todo" o "cada uno", y δαιμόνιον [daimonion] que significa "pequeño espíritu" o "pequeño ángel" (o también, como lo interpretaron los cristianos, "pequeño demonio," y luego, "demonio"). Una palabra con raíces similares sería "panteón", que se refiere a la totalidad de los dioses.
La palabra, traducida libremente como todos los demonios, es el nombre inventado por John Milton para la capital del Infierno, "la Alta Capital, de Satán y sus acólitos", construida por los ángeles caídos por indicación de Mammon al final del Libro I de El paraíso perdido (1667). La construyen en tan solo una hora, pero sobrepasa en tamaño a cualquier palacio o lugar habitado por humanos. Sin embargo, aún era pequeña para los demonios, pues se dice que tuvieron que disminuir su titánico tamaño para poder caber. El libro II comienza con el debate entre los demonios en la cámara del concilio de Pandemónium.
Este término también es el título del segundo libro de la trilogía Delirium de Lauren Oliver.